# Xa lộ Liên tiểu bang 74
Xa lộ Liên tiểu bang 74 (tiếng Anh: Interstate 74 hay viết tắt là I-74) là một xa lộ liên tiểu bang tại Trung Tây và Đông Nam Hoa Kỳ. Điểm đầu phía tây nằm ở điểm giao cắt với Xa lộ Liên tiểu bang 80 trong thành phố Davenport, Iowa; điểm đầu phía đông của đoạn Trung Tây nằm tại điểm giao cắt với Xa lộ Liên tiểu bang 75 trong thành phố Cincinnati. Nó cũng tồn tại trong từng đoạn đứt khúc khác của các xa lộ khác trong tiểu bang North Carolina.
Xa lộ Liên tiểu bang 74 là xa lộ liên tiểu bang duy nhất chạy trùng với một quốc lộ Hoa Kỳ mà cùng chia sẻ chung một mã số - đó là Quốc lộ Hoa Kỳ 74 tại tiểu bang North Carolina. Đây là một hiện tượng hiếm có vì các xa lộ liên tiểu bang và quốc lộ Hoa Kỳ được đặt số theo thứ tự đối nghịch ở hai đầu đất nước (đông tây hay nam bắc) và tránh không dùng chung mã số ở khi chạy trùng nhau.

## Mô tả xa lộ

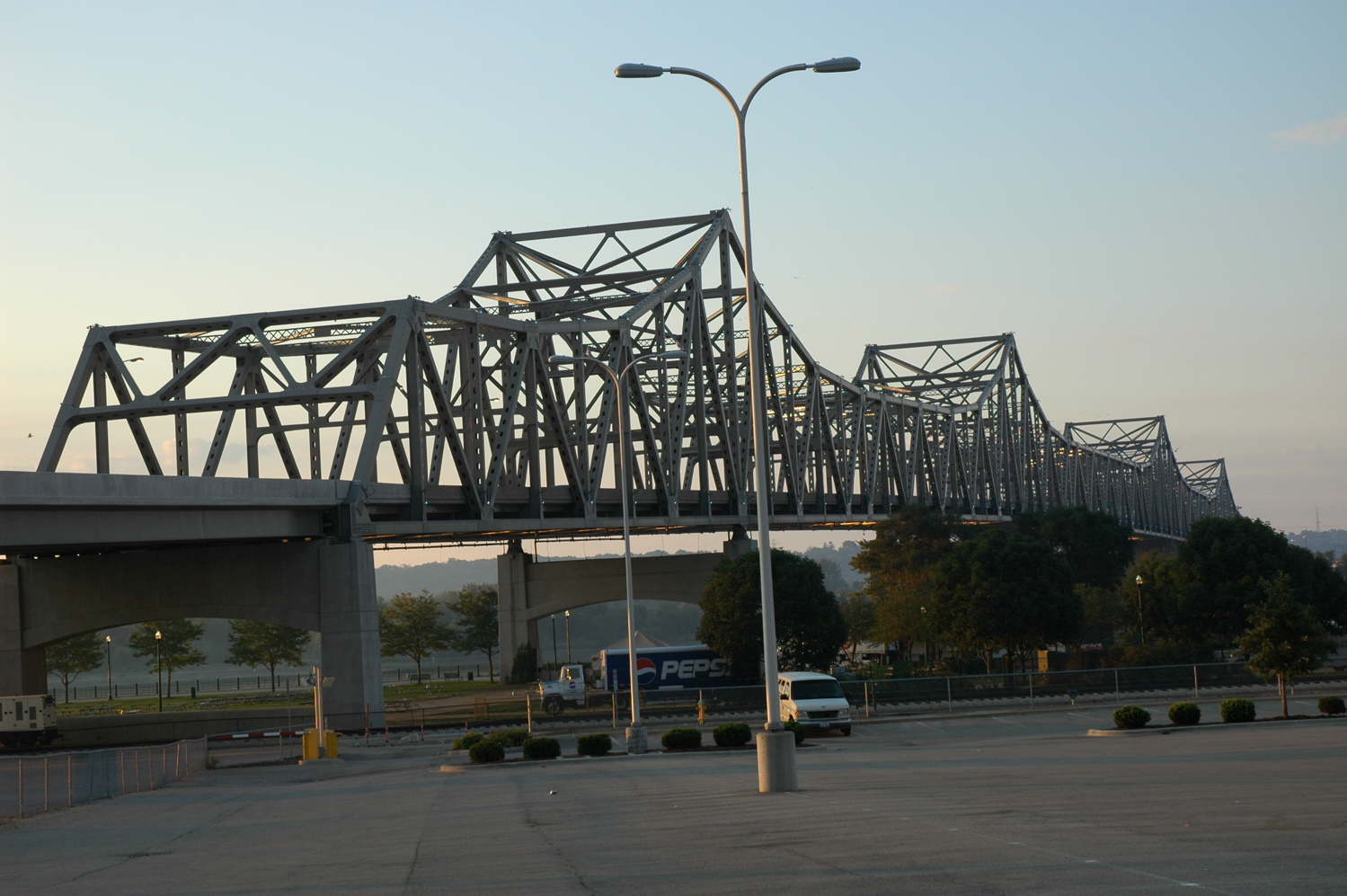
Cầu Murray Baker trên Sông Illinois tại Peoria, Illinois.

|           | dặm    | km     |
| --------- | ------ | ------ |
| IA        | 5,36   | 8,63   |
| IL        | 220,34 | 354,60 |
| IN        | 171,54 | 276,07 |
| OH        | 19,47  | 31,33  |
| WV        |        |        |
| VA        |        |        |
| NC        | 75,10  | 120,86 |
| SC        |        |        |
| Tổng cộng | 491,81 | 791,49 |

### Iowa

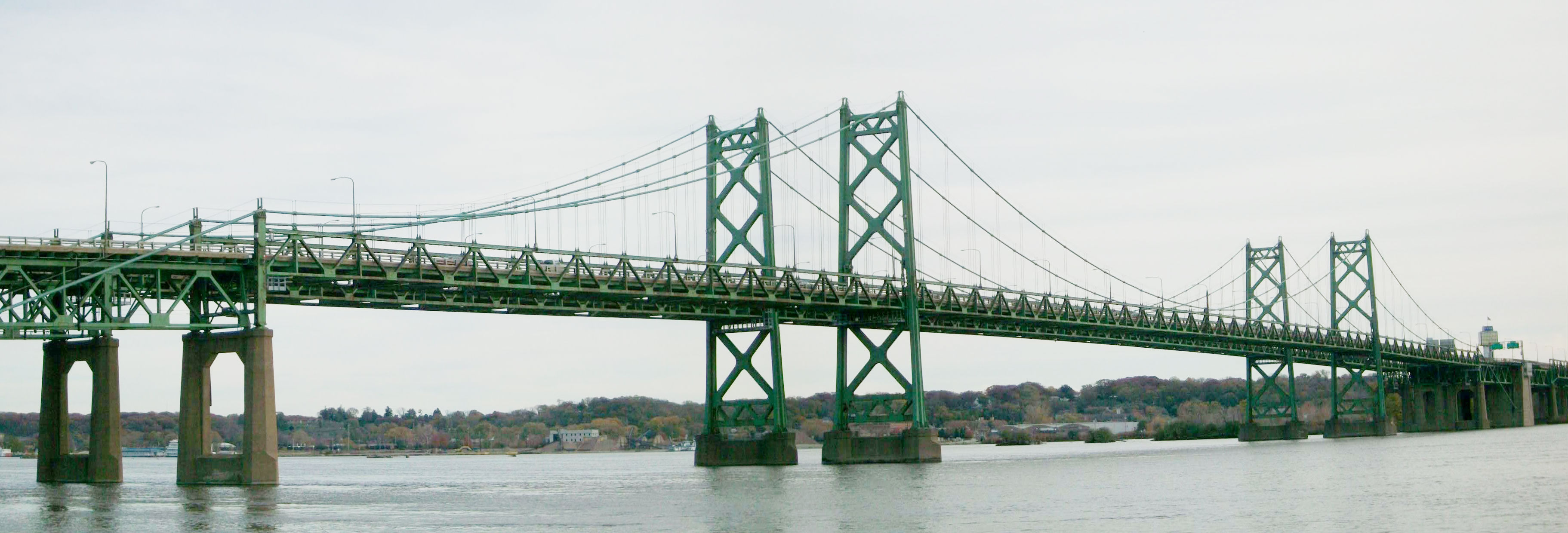
Cầu Xa lộ Liên tiểu bang 74 trên Sông Mississippi. Đây là khu vực có tên "Quad Cities" (chùm thành phố tứ diện) thuộc hai tiểu bang Illinois và Iowa.

Trong tiểu bang Iowa, Xa lộ Liên tiểu bang 74 chạy theo hướng nam từ Xa lộ Liên tiểu bang 80 khoảng 5,36 dặm (8,63 km) trước khi băng vào tiểu bang Illinois trên Cầu Xa lộ Liên tiểu bang 74. Ở phía bắc Sông Mississippi, I-74 chạy cắt hai các thành phố Bettendorf và Davenport.

### Illinois
Trong tiểu bang Illinois, Xa lộ Liên tiểu bang 74 chạy theo hướng nam từ Moline đến Galesburg; từ điểm này, nó chạy theo hướng đông nam qua Peoria đến vùng Bloomington-Normal và Xa lộ Liên tiểu bang 55. I-74 tiếp tục hướng đông nam đến vùng Champaign-Urbana, giao cắt với Xa lộ Liên tiểu bang 57. Sau đó xa lộ này đi về hướng đông qua Danville tại ranh giới hai tiểu bang Illinois-Indiana. Quốc lộ Hoa Kỳ 150 chạy song song Xa lộ Liên tiểu bang 74 trong tiểu bang Illinois cho toàn tuyến đường của nó, cắt giảm bớt vài dặm cuối ở điểm phía đông (trong thành phố Danville khi Quốc lộ Hoa Kỳ 150 quay về phía nam trên Xa lộ Illinois 1) nơi nó chạy song song với Quốc lộ Hoa Kỳ 136.

### Indiana
Trong tiểu bang Indiana, Xa lộ Liên tiểu bang 74 chạy theo hướng đông từ ranh giới tiểu bang Illinois đến vùng Crawfordsville trước khi quay hướng đông nam. Sau đó nó chạy quanh trung tâm thành phố Indianapolis dọc theo Xa lộ Liên tiểu bang 465. Rồi nó vào tiểu bang Ohio tại Harrison, Ohio.

### Ohio
Trong tiểu bang Ohio, Xa lộ Liên tiểu bang 74 chạy theo hướng đông nam từ ranh giới tiểu bang Indiana đến điểm đầu phía đông hiện tại của đoạn đường nằm bên phía tây tại Xa lộ Liên tiểu bang 75, ngay phía bắc phố chính của thành phố Cincinnati. Nó cũng được cắm biển dấu với Quốc lộ Hoa Kỳ 52 cho toàn chiều dài.

### West Virginia
Tính đến tháng 10 năm 2009, Xa lộ Liên tiểu bang 74 vẫn chưa xây xong tại tiểu bang West Virginia. Nó sẽ được hoạch định nằm phần lớn dọc theo con đường hiện tại của Quốc lộ Hoa Kỳ 52.

### Virginia
Tính đến tháng 12 năm 2008, Xa lộ Liên tiểu bang 74 được đề xuất đi theo con đường của Xa lộ Liên tiểu bang 77 qua tiểu bang Virginia, nhưng vẫn chưa cắm biển từ ranh giới tiểu bang West Virginia đến ranh giới tiểu bang North Carolina.

### North Carolina
Trong tiểu bang North Carolina, tính đến cuối năm 2008 I-74 tồn tại trong vài đoạn. Nó gồm có phần phía cực tây nhất của Xa lộ Liên tiểu bang 74 chạy từ Xa lộ Liên tiểu bang 77 đến Quốc lộ Hoa Kỳ 52, ngay phía nam của Mount Airy, rồi đoạn nằm ở phía nam Xa lộ Liên tiểu bang 73 và Quốc lộ Hoa Kỳ 220 từ ngay phía bắc Asheboro đến phía nam Candor, và sau cùng là đoạn nằm ở phía đông hơn, chạy từ Laurinburg đến một điểm kết thúc tại Xa lộ Bắc Carolina 41 gần Lumberton. Một đoạn thứ tư, cùng được cắm biển là Quốc lộ Hoa Kỳ 311, được thông xe với vai trò là đường tránh High Point vào tháng 11 năm 2010; nó gồm có một nút giao thông khác mức với I-85 và kéo dài khoảng 3 ở phía đông xa lộ đó; nó được cắm biển là I-74/US 311.  Đoạn gần xa lộ cao tốc Quốc lộ Hoa Kỳ 311 ở phía tây từ High Point đến I-40 ở phía đông Winston-Salem vẫn không có biển dấu vì có một vài điểm không đạt chuẩn mặc dù nó có biển hướng dẫn cho biết nó là một "hành lang xa lộ I-74 tương lai".

### South Carolina
Từ ranh giới tiểu bang North Carolina, I-74 sẽ theo Xa lộ Carolina Bay (hiện nay được cắm biển là Xa lộ Nam Carolina 31) quanh Myrtle Beach.

## Các xa lộ giao cắt chính
- Xa lộ Liên tiểu bang 80 tại Davenport, Iowa
- Xa lộ Liên tiểu bang 80 gần Colona, Illinois
- Xa lộ Liên tiểu bang 55 tại Bloomington, Illinois
- Xa lộ Liên tiểu bang 57 tại Champaign, Illinois
- Xa lộ Liên tiểu bang 70 tại Indianapolis, Indiana
- Xa lộ Liên tiểu bang 65 tại Indianapolis, Indiana
- Xa lộ Liên tiểu bang 75 tại Cincinnati
- Xa lộ Liên tiểu bang 64 gần Huntington, West Virginia (tương lai)
- Xa lộ Liên tiểu bang 81 gần Wytheville, Virginia (tương lai)
- Xa lộ Liên tiểu bang 77 gần Mount Airy, North Carolina
- Xa lộ Liên tiểu bang 40 tại Winston-Salem, North Carolina (tương lai)
- Xa lộ Liên tiểu bang 73 gần Asheboro, North Carolina, gần Rockingham, North Carolina (tương lai), gần Myrtle Beach, South Carolina (tương lai)
- Xa lộ Liên tiểu bang 85 gần High Point, North Carolina
- Xa lộ Liên tiểu bang 95 gần Lumberton, North Carolina

## Các xa lộ phụ
- Peoria, Illinois - I-474
- Winston-Salem, North Carolina - I-274 (dự định)